# SGroup European Universities' Network
Il Santander Network (o SGroup European Universities' Network, da statuto Santander Group) è una organizzazione, fondata nel 1992 che rappresenta e supporta circa trenta istituti universitari in 15 Paesi europei, fornendo loro un forum di discussione per la cooperazione e lo scambio di informazioni sull'educazione e sulle politiche di ricerca. 
Il Santander Network si basa su quattro aree principali di cooperazione, ovvero strategia di internazionalizzazione, collaborazione accademica, mobilità accademica, e trasferimento di conoscenze.
Come membri associati vi sono l'Università statale medica di Erevan (Armenia) e la Universidade do Stato de Amazonas (Brasile). 